# Times New Roman
Times New Roman – czcionka kroju szeryfowego zlecona do wykonania przez londyński magazyn The Times w roku 1931 i zaprojektowana przez Stanleya Morisona. Po raz pierwszy została użyta przez firmę Monotype Imaging w 1932 roku. Ze względu na jego wszechobecność krój Times New Roman poddawany był modyfikacjom zarówno przed, jak i po rozpoczęciu epoki cyfrowej. Jednym z widocznych przykładów jest Georgia, mająca bardzo podobny krój do Times New Roman. Jest to jeden z najbardziej udanych i wszechobecnych krojów w historii.
Obecnie bardzo popularny jest klon w formie fontu i czcionki drukarskiej (Times). Do czcionki dodano także litery diakrytyzowane do zapisu języków słowiańskich, w tym polszczyzny. Jednak nie uniknięto pewnych błędów (np. niepoprawnie utworzony ogonek w literach ą, ę, Ą, Ę, nieprawidłowe umieszczenie i rozmiar kropki w literze ż, co szczególnie uwidacznia się w zespołach 'iż', np. w słowie 'niższy').

## Przykłady
- Times New Roman
- poniższy akapit zostanie wyświetlony za pomocą krojów Times New Roman lub Times, w przypadku ich braku, za pomocą kroju stałopozycyjnego (o stałej szerokości).
Lorem ipsum dolor sit amet, consectetur adipisicing elit, sed do eiusmod tempor incididunt ut labore et dolore magna aliqua. Ut enim ad minim veniam, quis nostrud exercitation ullamco laboris nisi ut aliquip ex ea commodo consequat. Duis aute irure dolor in reprehenderit in voluptate velit esse cillum dolore eu fugiat nulla pariatur. Excepteur sint occaecat cupidatat non proident, sunt in culpa qui officia deserunt mollit anim id est laborum. Cyfry: 0123456789; polskie znaki diakrytyczne: ąćęłńóśźżĄĆĘŁŃÓŚŹŻ; znaki podobne: l I 1 , O 0 ; przykład transkrypcji IPA: /ɪɡ'zɑːmpəl əv aɪpiː'eɪ tɹɑːn'skɹɪpʃən/. Arabski: العربية (al-ʻarabiyyah); chiński: 这是一些汉字。 (zhè shì yī xiē hàn zì.); cyrylica: Кириллица (kirillitsa); grecki: Ελληνικά (elliniká); khmerski: កខ; litery skandynawskie: ÅÄÆÖØ åäæöø; tajski: ฟหกดึ้.